# Суперкубок Беларуси по футболу 1994
Суперкубок Беларуси по футболу 1994 года — 1-й розыгрыш Суперкубка Беларуси был неофициальным и имел название Кубок сезона. Матч состоялся 3 июля 1994 года и прошёл в Минске на стадионе «Динамо». В нём встретились минское «Динамо», чемпион Высшей лиги 1993/94, и «Фандок» из Бобруйска, финалист Кубка Беларуси 1993/94 («Динамо» также завоевало и кубок страны).

## Отчёт о матче
| 3 июля 1994                                                           | \| Динамо (Минск) \| 5:3 (2:1) \| Фандок (Бобруйск) \| \| Чернявский, 34' Качуро, 37' Хацкевич, 76' Журавель, 84' Кашенцев, 87' \| Голы \| Яромко, 10' Тараканов, 49' Яромко, 52' \| | Стадион: стадион «Динамо» (Минск), Зрителей: 1500 Судья: Е.Сережкин (Могилев) Помощники судьи: Н.Метельский, В.Матюшев (оба — Минск) Инспектор: С.Строев (Минск) |
| «Прессбол»                                                            | | |
| Динамо (Минск)                                                        | 5:3 (2:1) | Фандок (Бобруйск) |
| Чернявский, 34' Качуро, 37' Хацкевич, 76' Журавель, 84' Кашенцев, 87' | Голы | Яромко, 10' Тараканов, 49' Яромко, 52' |

## Составы
- Динамо: Афанасенко, Майоров (Журавель, 61), Островский, Белькевич, Хацкевич, Тайков (к), Лухвич, Деменковец, Чернявский, Путило (Кашенцев, 46), Качуро (Барановский, 46). Главный тренер: Иван Щекин
- Фандок: Ю. Свирков, Разумович, Черепнёв, Шустиков, Савостиков, Хрипач, Карпенко (Тараканов, 32), Кукар, И. Градобоев (Э. Градобоев, 46), Омелюсик, Яромко (к). Главный тренер: Евгений Шабуня